# Referendum sull'indipendenza del Montenegro del 2006

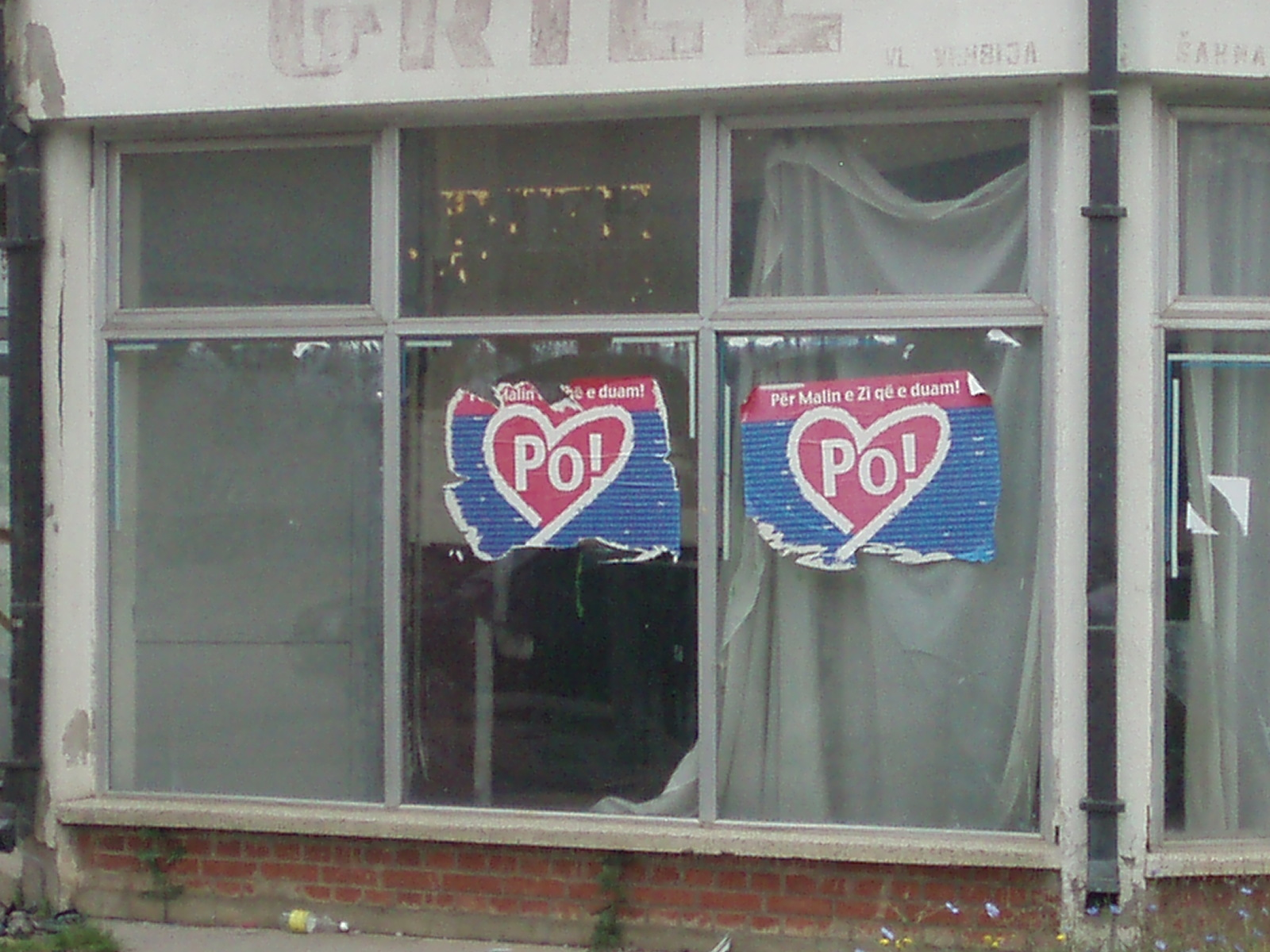
Poster in lingua albanese sul referendum

Il referendum sull'indipendenza in Montenegro si è tenuto il 21 maggio 2006 per decidere se il Montenegro volesse separarsi dalla Confederazione di Serbia e Montenegro.
Per la vittoria della mozione favorevole all'indipendenza era necessario l'assenso del 55 % dei votanti (come richiesto dall'Unione europea).
Dopo una notte di celebrazioni dei manifestanti pro-indipendenza, i risultati ufficiali hanno stabilito che questo schieramento, sostenuto dall'alleanza governativa formata principalmente dal Partito Democratico dei Socialisti del Montenegro (DPS) e dal Partito Socialdemocratico del Montenegro (SDP), ha sconfitto i filo-serbi capeggiati dal Partito Popolare Socialista del Montenegro (SNP) con il 55,5% dei voti, superando così di appena lo 0,5% la soglia richiesta.
A partire dal 23 maggio 2006, i risultati preliminari del referendum sono stati riconosciuti dai cinque membri permanenti del Consiglio di Sicurezza delle Nazioni Unite, preludio per un largo riconoscimento internazionale dell'indipendenza. La Commissione per il Referendum ha ufficializzato i risultati il 31 maggio. La formale dichiarazione di indipendenza è stata fatta dal Parlamento Montenegrino sabato 3 giugno 2006.
In risposta all'annuncio, il governo della Serbia ha dichiarato che lo stato della Serbia sarebbe stato legalmente e politicamente il successore della Confederazione di Serbia e Montenegro e che il governo e il parlamento della Serbia avrebbero dovuto adottare una nuova costituzione. Unione Europea, Stati Uniti, Repubblica Popolare Cinese, Russia e Croazia hanno espresso l'intenzione di rispettare i risultati del referendum.

## Contesto costituzionale
Il processo di secessione è stato regolato dall'articolo 60 della Carta Costituzionale di Serbia e Montenegro che richiedeva almeno tre anni dalla ratifica della costituzione prima che uno dei due membri potesse dichiarare l'indipendenza. Lo stesso articolo specificava che per tale dichiarazione era necessaria l'approvazione di un referendum, la cui legge sarebbe stata definita dallo stato membro.
Inoltre la costituzione stabiliva che gli stati membri che si fossero separati dalla confederazione avrebbero ereditato tutte le prerogative del precedente stato in materia di appartenenza e accordi con organizzazioni internazionali. Nessuno stato poteva veder riconosciuta la propria dipendenza senza aver prima organizzato un referendum di approvazione.

## Procedura legale

### Dopo il referendum
Secondo la legge, con la vittoria degli indipendentisti al referendum, il Montenegro ha eletto una nuova assemblea legislativa entro 90 giorni. Questa nuova assemblea ha avuto il compito di adottare, con maggioranza di due terzi, i cambiamenti costituzionali richiesti dalla nuova indipendenza e approvare una nuova carta costituzionale.

## Controversie sulle regole del referendum
Ci sono state numerose controversie riguardo alla composizione dell'elettorato e alla soglia da superare per la validità del voto a favore dell'indipendenza. Il governo montenegrino, che sostiene l'indipendenza, inizialmente chiedeva che la maggioranza semplice di sì fosse sufficiente, ma l'opposizione insisteva per una soglia di validità.
L'inviato dell'Unione Europea Miroslav Lajčák propose una soglia del 55% perché il sì all'indipendenza fosse dichiarato valido, con un'affluenza minima del 50%, provocando alcune proteste del fronte pro-indipendenza. Il Consiglio dell'Unione europea unanimemente approvò la proposta di Lajčák, che infine è stata accettata anche dal governo di Đukanović.
Altra controversia è stata se i montenegrini residenti all'estero avessero o meno diritto al voto. Secondo la legge referendaria infatti, i montenegrini residenti in Serbia non avrebbero potuto votare; i montenegrini residenti all'estero invece, potevano votare se erano registrati nei registri elettorali. Si è parlato quindi di un trattamento iniquo nei confronti dei montenegrini residenti in Serbia, che si stima siano circa 270.000.

### Questione referendaria
Želite li da Republika Crna Gora bude nezavisna država sa punim međunarodno-pravnim subjektivitetom?
Volete che la Repubblica del Montenegro sia uno stato indipendente con una piena soggettività internazionale e legale?

## Sondaggi di opinione
Gli sporadici sondaggi di opinione effettuati durante la campagna elettorale mostravano gli indipendentisti in vantaggio, anche se non superavano la soglia del 55%. Solo nelle ultime settimane si avevano indicazioni che la barriera fosse superata, seppur di poco.

## Risultati

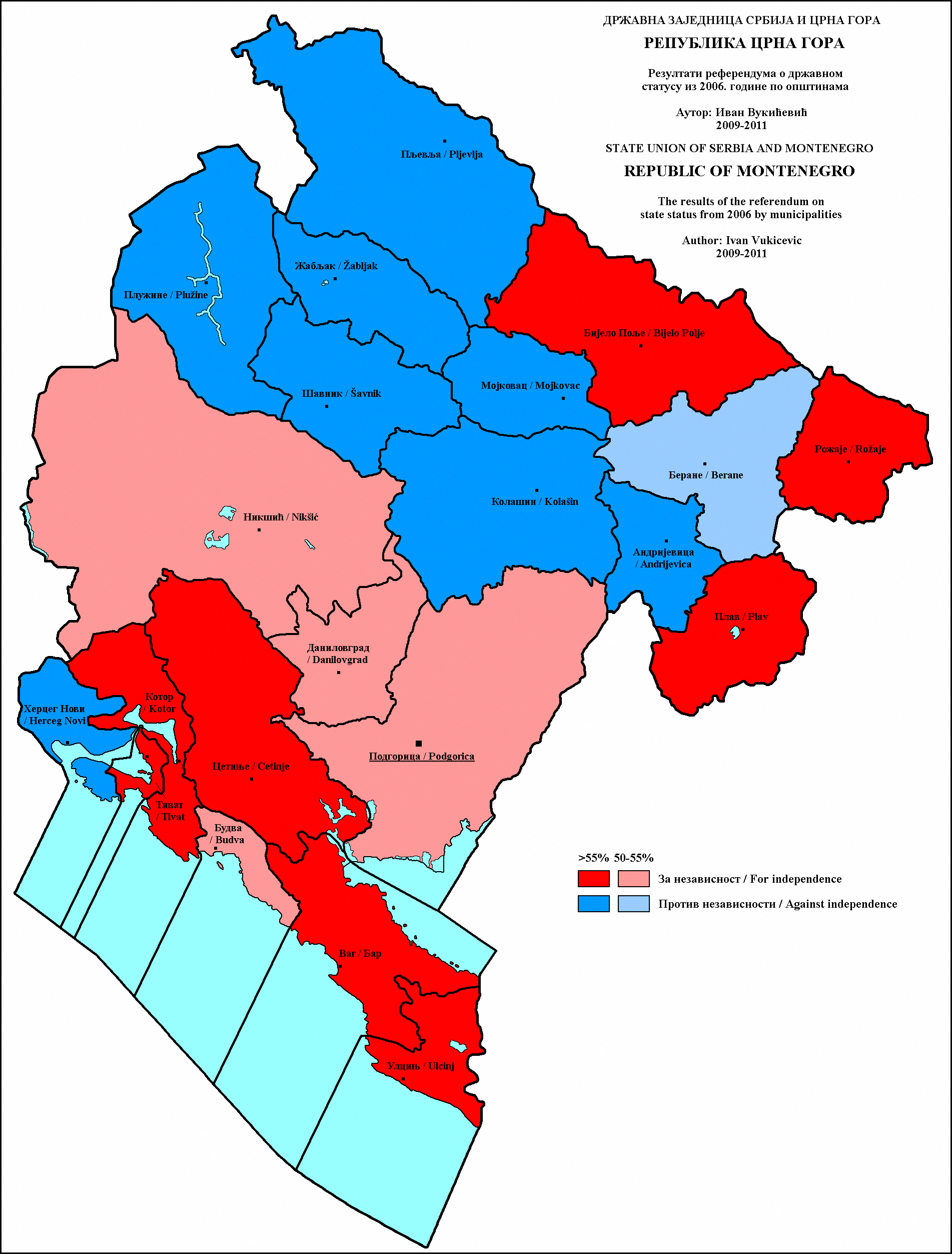
Nelle circoscrizioni in rosso ci fu la vittoria dell'opzione indipendentista, in quelle blu la maggioranza arrise invece agli unionisti

Secondo le prime stime, alle 21:00 (CET), alla chiusura dei seggi, l'86,6% degli elettori – o 419.000 votanti su 484.718 elettori eleggibili (nelle 1.124 aree di voto) – aveva votato, secondo le ONG locali che hanno monitorato il referendum.
Alle 23:45, i risultati finali preliminari del CeSID fornivano un 55,3% dei voti a favore dell'indipendenza. Il governo cantava vittoria e molte persone cominciavano a scendere in piazza per festeggiare l'indipendenza.
Il primo ministro montenegrino Milo Đukanović appare alla televisione montenegrina alle 01:40 CEST (Central European Summer Time) circa e afferma che con il 99,85% delle schede scrutinate, la percentuale dei voti pro-indipendenza era del 55,5%, e i voti rimanenti non potevano ormai cambiare l'esito del referendum.
Dall'altro lato, il leader del blocco unionista, Predrag Bulatović, dichiara in una conferenza stampa intorno alle 00:15 CEST che il “sì” aveva ottenuto il 54%, sotto la soglia necessaria del 55%. Predrag Bulatović aveva in precedenza annunciato che si sarebbe dimesso da leader dell'opposizione se gli indipendentisti avessero vinto al referendum.
František Lipka, il presidente della commissione sul referendum (Commissione Elettorale) ha annunciato lunedì 22 maggio 2006 che i risultati preliminari fornivano un 55,4% in favore dell'indipendenza. Il primo ministro della Repubblica del Montenegro Milo Đukanović ha tenuto una conferenza stampa più tardi nello stesso giorno, alle 14:30, alla Sala Congressi del Governo della Repubblica del Montenegro.
A causa del fatto che 19.000 voti erano ancora oggetto di disputa, la Commissione Elettorale ha posticipato l'annuncio dei risultati finali. L'opposizione chiedeva un riconteggio totale delle schede, ma la Commissione Elettorale ha rigettato questa ipotesi e gli osservatori dell'Unione Europea si dichiaravano soddisfatti della correttezza del voto. Il 23 maggio 2006, la Commissione Elettorale fornisce infine i risultati finali:
Questo il risultato del referendum in dettaglio:
| Preferenza     | Voti    | Percentuale (%) |
| -------------- | ------- | --------------- |
| Sì             | 230.661 | 55,49%          |
| No             | 185.002 | 44,51%          |
| Voti validi    | 415.663 | 99,15%          |
| Voti dispersi  | 3.577   | 0,85%           |
| Affluenza      | 86,49%  | 86,49%          |
| Aventi diritto | 484.718 | 484.718         |

### Per circoscrizione
La distribuzione dei voti è la seguente: maggioranza (dal 60% al 70% circa) contraria all'indipendenza nelle regioni confinanti con la Serbia e la Repubblica Srpska. Nelle regioni del Montenegro profondo (corrispondente all'antico Principato del Montenegro), c'è stata una maggioranza (intorno al 50-55%) per l'indipendenza, con la municipalità di Cettigne, centro tradizionale dell'antico Montenegro, con una elevata percentuale in favore dell'indipendenza (oltre l'86,38%). Nelle regioni costiere, la municipalità di Castelnuovo (Herceg Novi), che ha una maggioranza serba ha votato con il 61,34% contro l'indipendenza, mentre le regioni mediane sono leggermente a favore, e nel sud Dulcigno, un centro popolato dall'etnia albanese, ha votato decisamente per l'indipendenza (88,50%). Le regioni che confinano con l'Albania e il Kosovo, che hanno principalmente una maggioranza bosniaca e albanese, si sono schierate fortemente a favore dell'indipendenza (78,92% a Plav, 91,33% a Rožaje).
Si ritiene che le comunità musulmana e albanese, che hanno boicottato il precedente
referendum sull'indipendenza del 1992, siano state questa volta determinanti per la vittoria degli indipendentisti, schierandosi decisamente a favore dell'indipendenza. Il quotidiano kosovaro albanese Koha Ditore commenta "Albanesi e Bosniaci rendono il Montenegro indipendente", evidenziando l'alta partecipazione al voto degli albanesi montenegrini residenti negli Stati Uniti.

### Risultati per circoscrizione
| Municipalità | Sì     | Sì (%) | No     | No (%) | Aventi diritto | Votanti | Affluenza (%) |
| ------------ | ------ | ------ | ------ | ------ | -------------- | ------- | ------------- |
| Andrijevica  | 1.084  | 27,6%  | 2.824  | 71,89% | 4.369          | 3.928   | 89,91%        |
| Antivari     | 16.640 | 63,07% | 9.496  | 35,99% | 32.255         | 26.382  | 81,79%        |
| Berane       | 11.268 | 46,85% | 12.618 | 52,46% | 28.342         | 24.051  | 84,86%        |
| Bijelo Polje | 19.405 | 55,36% | 15.437 | 44,04% | 40.110         | 35.051  | 87,39%        |
| Budua        | 5.908  | 52,75% | 5.180  | 46,25% | 12.797         | 11.200  | 87,52%        |
| Castelnuovo  | 7.741  | 38,28% | 12.284 | 60,75% | 24.487         | 20.220  | 88,50%        |
| Cattaro      | 8.200  | 55,04% | 6.523  | 43,79% | 17.778         | 14.897  | 83,79%        |
| Cettigne     | 11.536 | 85,21% | 1.818  | 13,43% | 15.077         | 13.538  | 89,79%        |
| Danilovgrad  | 5.671  | 53,15% | 4.887  | 45,81% | 11.784         | 10.669  | 90,54%        |
| Dulcigno     | 12.256 | 87,64% | 1.592  | 11,38% | 17.117         | 13.985  | 81,7%         |
| Kolašin      | 2.852  | 41,82% | 3.903  | 57,23% | 7.405          | 6.820   | 92,1%         |
| Mojkovac     | 3.016  | 43,55% | 3.849  | 55,57% | 7.645          | 6.926   | 90,59%        |
| Nikšić       | 26.387 | 52,01% | 23.837 | 46,98% | 56.461         | 50.737  | 89,86%        |
| Plav         | 7.016  | 78,47% | 1.874  | 20,96% | 12.662         | 8.941   | 70,61%        |
| Plužine      | 716    | 24,2%  | 2,230  | 75,36% | 3.329          | 2.959   | 88,88%        |
| Pljevlja     | 9.115  | 36,07% | 16.009 | 63,36% | 27.882         | 25.268  | 90,62%        |
| Podgorica    | 60.626 | 53,22% | 52.345 | 45,95% | 129.083        | 113.915 | 88,25%        |
| Rožaje       | 13.835 | 90,79% | 1.314  | 8,62%  | 19.646         | 15.239  | 77,57%        |
| Šavnik       | 906    | 42,67% | 1.197  | 56,38% | 2.306          | 2.123   | 92,06%        |
| Teodo        | 4.916  | 55,86% | 3.793  | 43,1%  | 10.776         | 8.800   | 81,66%        |
| Žabljak      | 1.188  | 38,37% | 1.884  | 60,85% | 3.407          | 3.096   | 90,87%        |

## Reazioni al voto
Il primo ministro del Kosovo, Agim Çeku, ha annunciato dopo la vittoria degli indipendentisti in Montenegro che il suo paese sarà il prossimo a chiedere l'indipendenza, dicendo "Questo è l'ultimo atto della liquidazione storica della Jugoslavia /.../ quest'anno il Kosovo seguirà i passi del Montenegro."
I gruppi etnici serbi della confinante Bosnia ed Erzegovina vorrebbero chiedere a loro volta alla comunità internazionale un referendum sull'indipendenza della Repubblica Srpska, riporta il quotidiano croato Večernji list, citando Branislav Dukić, leader di Spona, una organizzazione regionale serba. Poiché una tale mossa potrebbe causare una nuova guerra in Bosnia, è stata largamente condannata da Stati Uniti, Unione europea e da altri stati. Recentemente Milorad Dodik il presidente della Repubblica Srpska ha ritirato la sua richiesta di un referendum citando l'opposizione internazionale.